# Museu da Imagem
O Museu da Imagem é um museu de Braga, Portugal, dedicado à fotografia. Foi inaugurado em 25 de Abril de 1999, e está instalado no Campo das Hortas, junto ao Arco da Porta Nova. 
O imóvel é constituído por um edifício do século XIX e uma torre do século XIV da antiga muralha medieval. Os dois imóveis sofreram profundas obras de restauro com projecto da autoria do arquiteto Sérgio Borges.
É tutelado pela Divisão da Cultura do Município de Braga, e a ideia da sua criação resultou da dinâmica suscitada pelos Encontros da Imagem, o maior e mais antigo festival de fotografia do país.
O museu possui máquinas fotográficas históricas e um vasto acervo de fotografias, de salientar o espólio herdado da “A Foto Aliança”, uma das mais antigas casas de fotografia da cidade. 
O museu realiza também várias exposições temporárias, especialmente dedicadas à fotografia. 
Periodicamente realizam-se visitas guiadas, nas quais o público pode participar nas oficinas da imagem. 
Em 2005 editou o livro "Braga d'outros tempos", que descreve por imagens a evolução de Braga na primeira metade do século XX.